# Padern (hrad)
Padern je hrad nad stejnojmennou vesnicí Padern v předhůří Pyrenejí na jihu Francie v departementu Aude.

## Historie
Přesný rok jeho výstavby není znám, ale vesnice Padern je zmiňována již v roce 899, kdy král Karel III. zvaný Prostý postoupil zdejší území opatství Lagrasse, které v té době ještě patřilo hrabatům z Toulouse, a nikoli francouzské koruně. 
Se stavbou hradu typu donjonu se započalo v 9. století a pokračovalo příštích sedm set let. Hlavním účelem hradu byla obrana vstupu do strategické soutěsky Verdouble. Byl majetkem kláštera Lagrasse a patřil společně s okolními katarskými hrady do obranného valu proti nájezdníkům ze severu i jihu.
Opevnění je poprvé zmíněno v roce 1026 a na konci 12. století se zmiňuje o sekundárním opevnění (forcia) v Padernu, které bylo pod kontrolou opatství Lagrasse.
Během albigenské křížové výpravy se pevnosti zmocnil Chabert de Barbeira, spolubojovník Oliviera de Termes, ochránce katarů a pán hradu Quéribus. Po dobytí hradu Quéribus vyjednal svou svobodu výměnou za předání pevností králi Ludvíkovi IX.
Opatství Lagrasse tak hrad získalo zpět a v roce 1283 se stalo jeho oficiálním vlastníkem na základě transakce s králem Filipem III. Francouzským. Vlastníkem hradu zůstalo opatství až do roku 1579.
Na konci 16. století, po náboženských válkách, koupil hrad Pierre de Vic, původem z Katalánska (Gérone), a provedl v něm úpravy, při nichž zachoval jeho feudální vzhled. V roce 1706 jeho potomci prodali celý komplex zpět opatství v Lagrasse, které jej na konci 18. století opustilo.
V roce 1939 požádala městská rada prefekturu o jeho demolici, kterou měla provést vojenská technická jednotka. Vzhledem k tomu, že hrad se tyčí nad vesnicí a první domy jsou od úpatí svahu odděleny pouze 2 metry širokou cestou a navíc jsou skály nestabilní, kapitán Panchetti, který přijel prozkoumat práce, které je třeba provést, usoudil, že se jedná o významnou a velmi delikátní operaci, která vyžaduje zavedení ochranných opatření pro domy pod hradem, aby se zabránilo padání kamení ze skal a hradu. Vydal negativní stanovisko a doporučil, aby operaci provedla specializovaná civilní firma.
Náklady na provedení demolice byly pravděpodobně rozhodujícím faktorem, který zabránil zničení hradu. Poté dopis prefektury ze dne 26. července 1944 informuje městskou radu, že hrad je na základě ministerského nařízení ze dne 3. února 1944 zapsán do seznamu památek, jejichž zachování je ve veřejném zájmu, včetně jeho okolí.

## Galerie

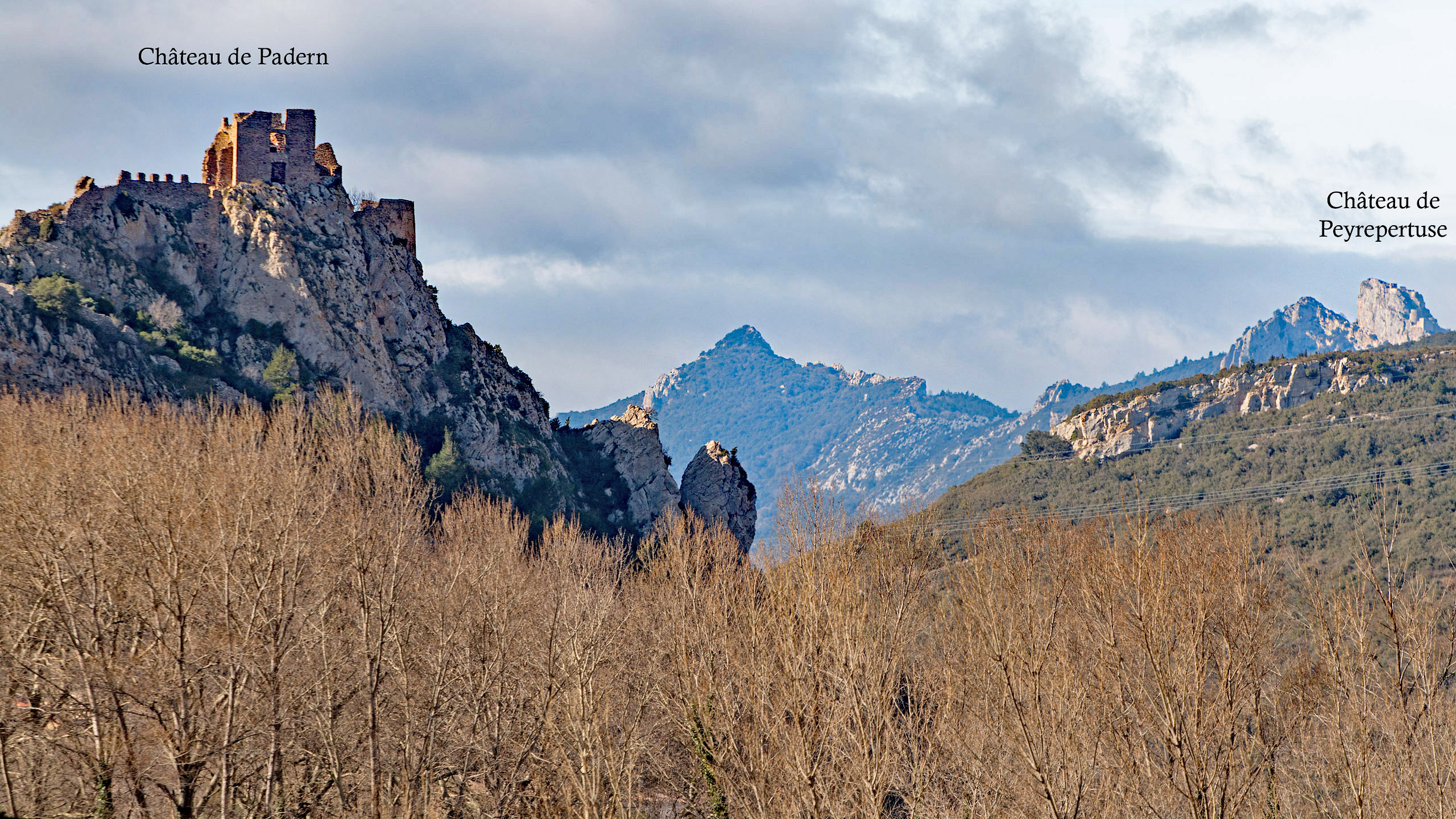
Pohled na hrad Padern, v pozadí hrad Peyrepertuse.
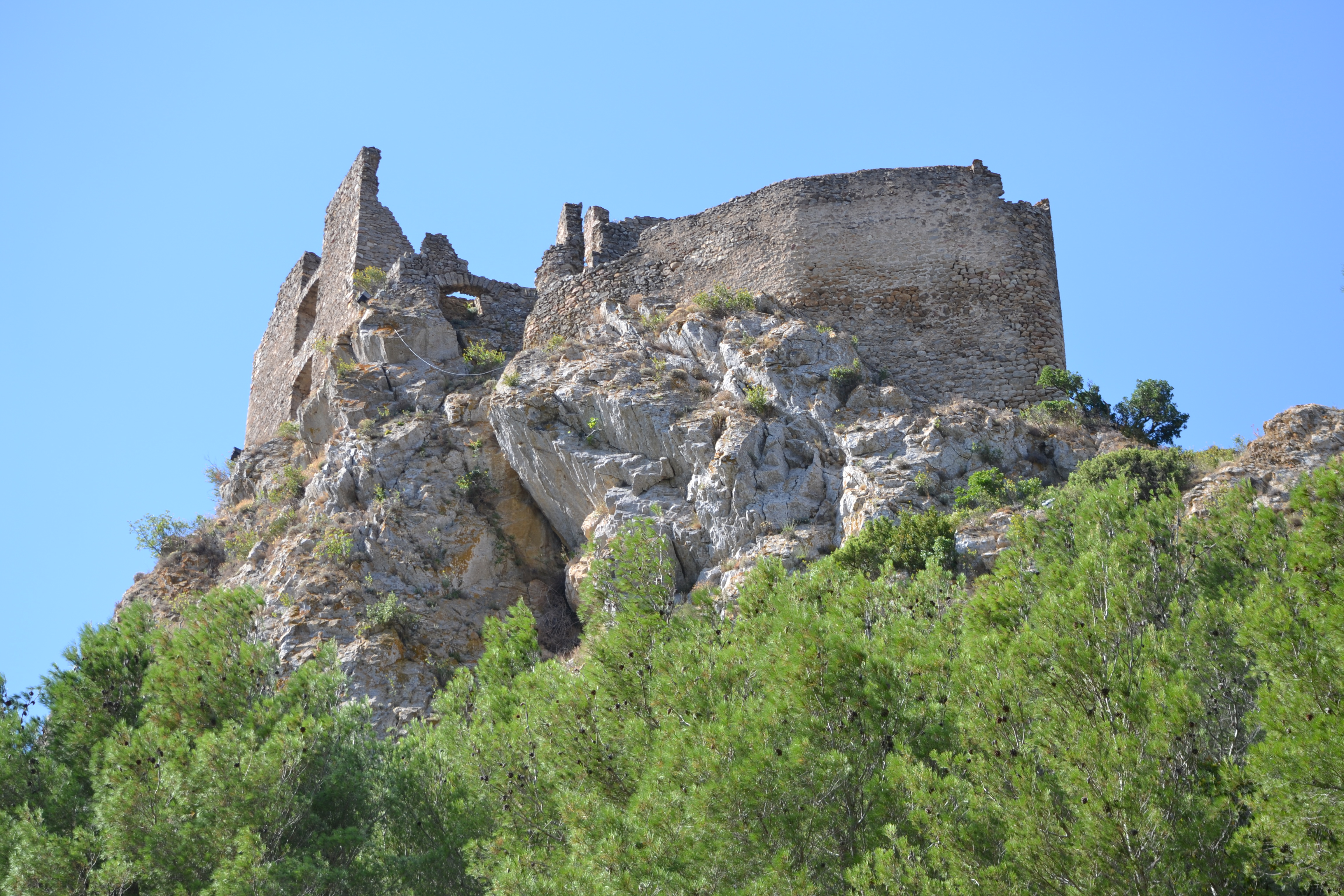
pohled na zříceninu hradu Padern
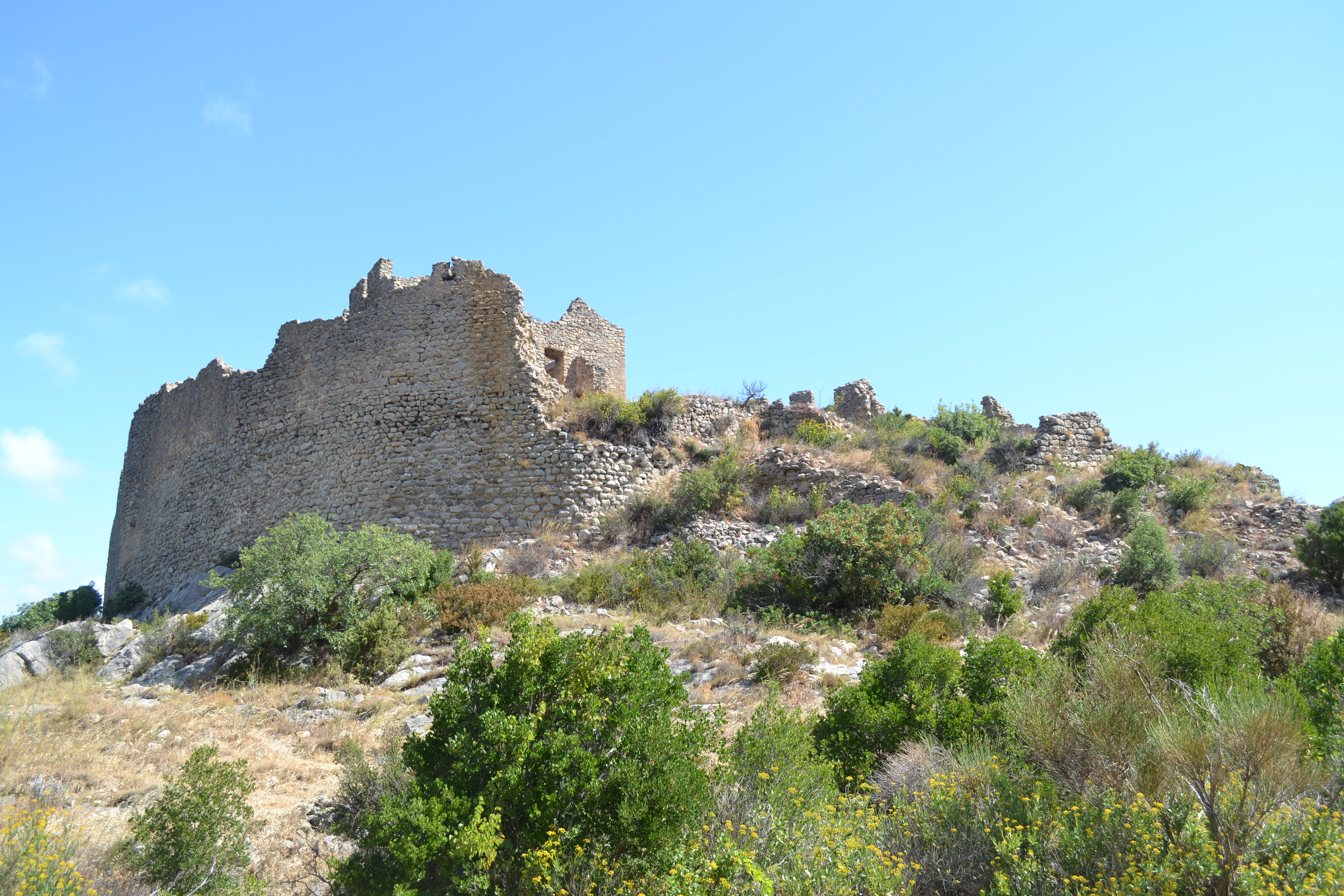
pohled na zříceninu hradu Padern
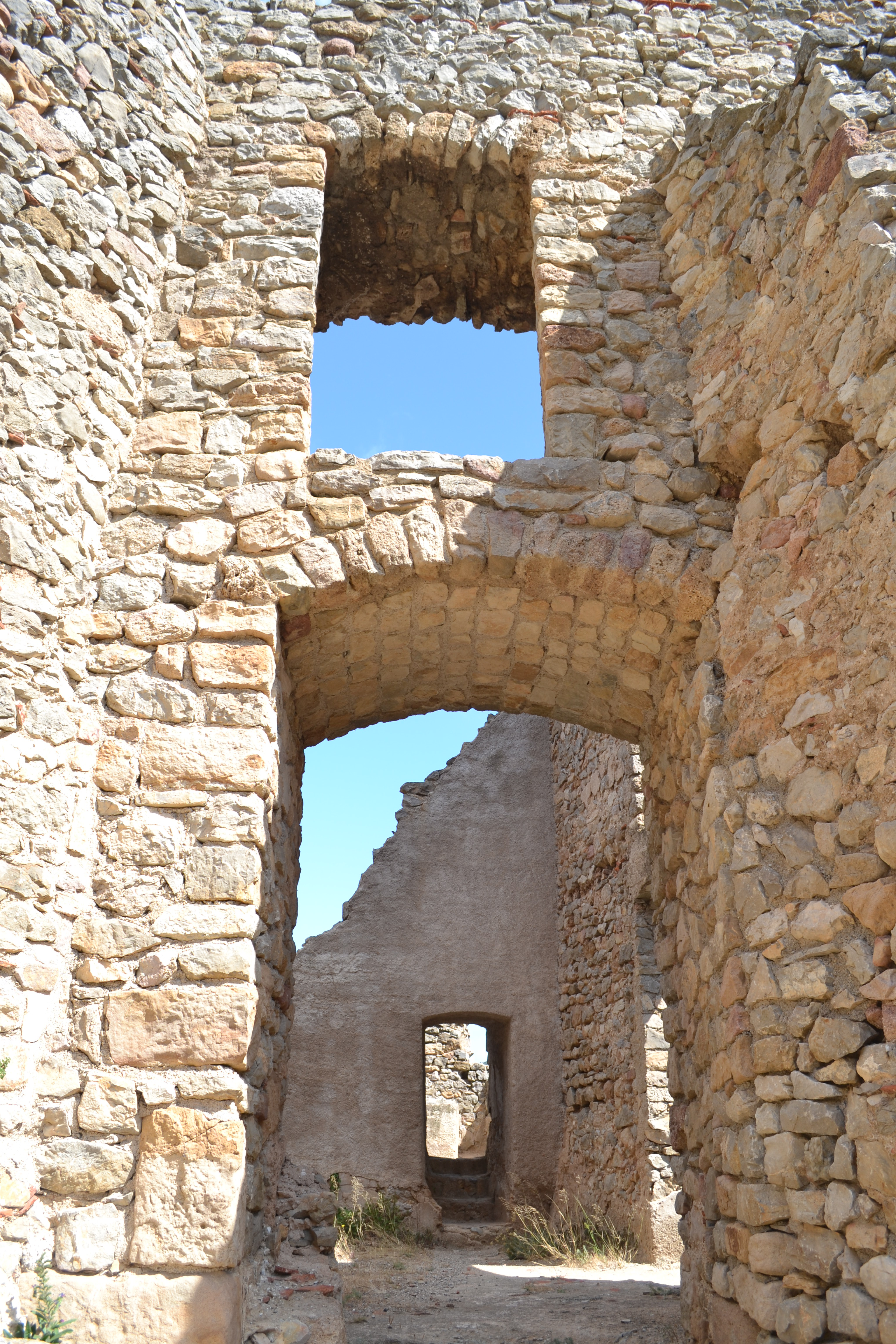
pohled na zříceninu hradu Padern
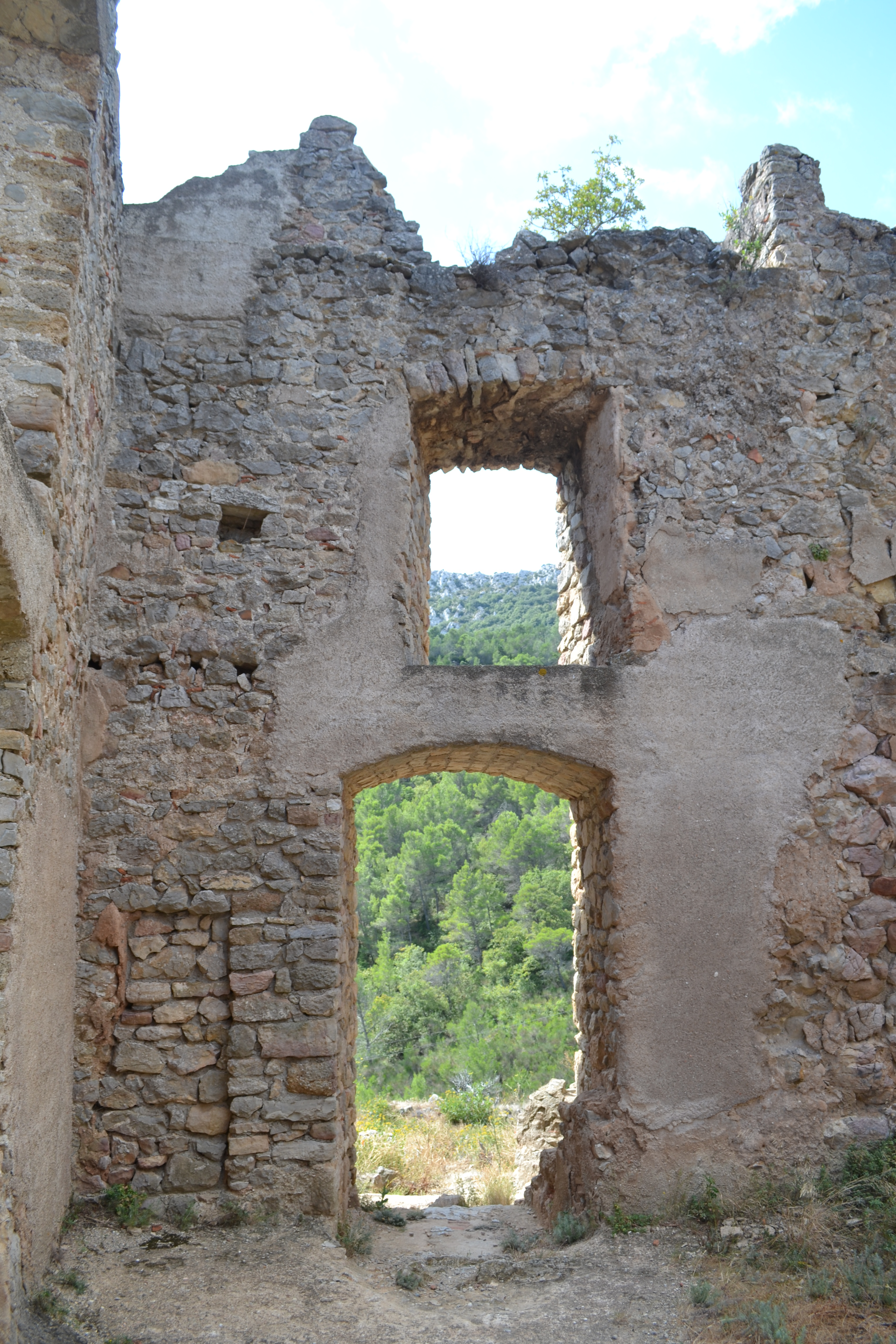
pohled na zříceninu hradu Padern
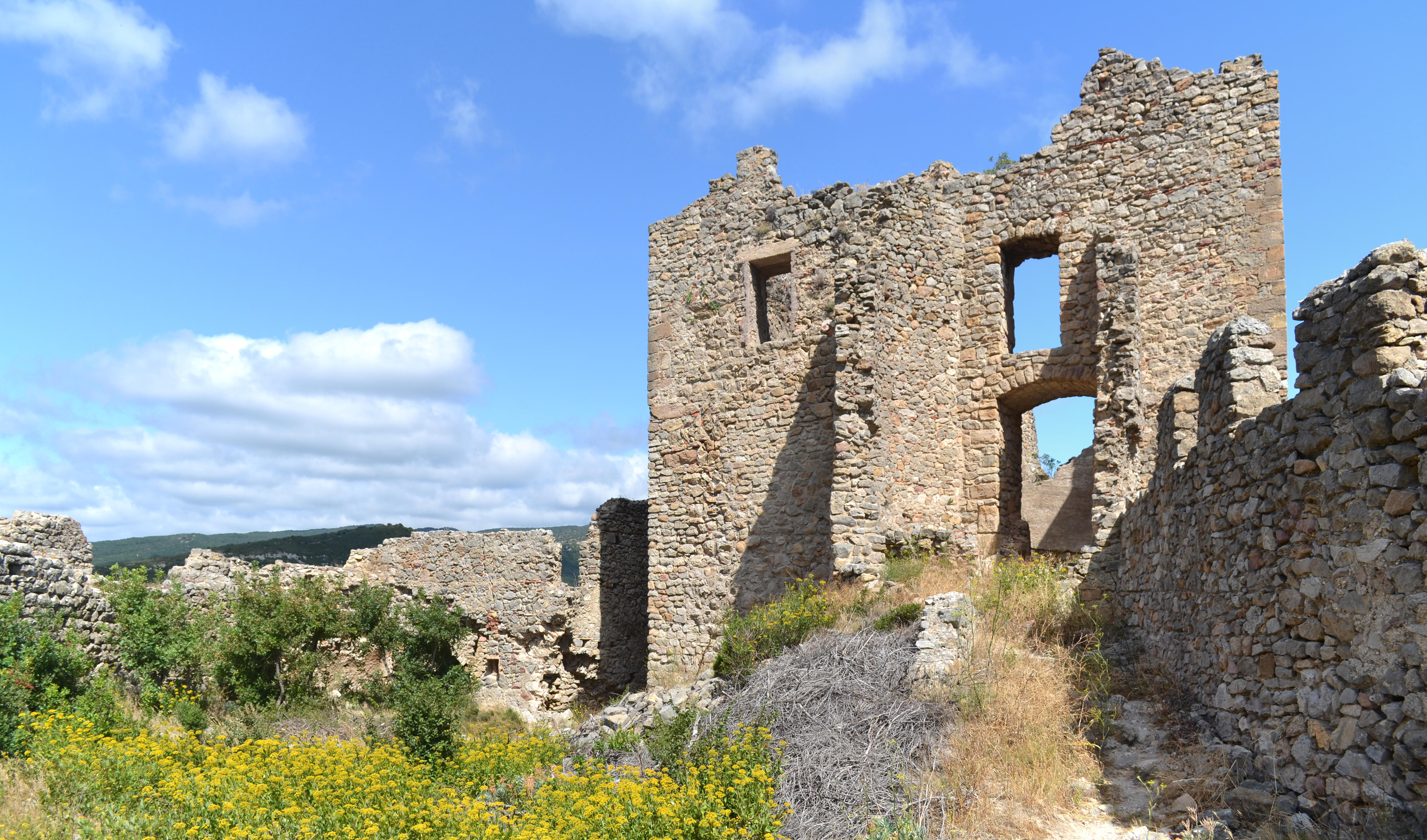
pohled na zříceninu hradu Padern
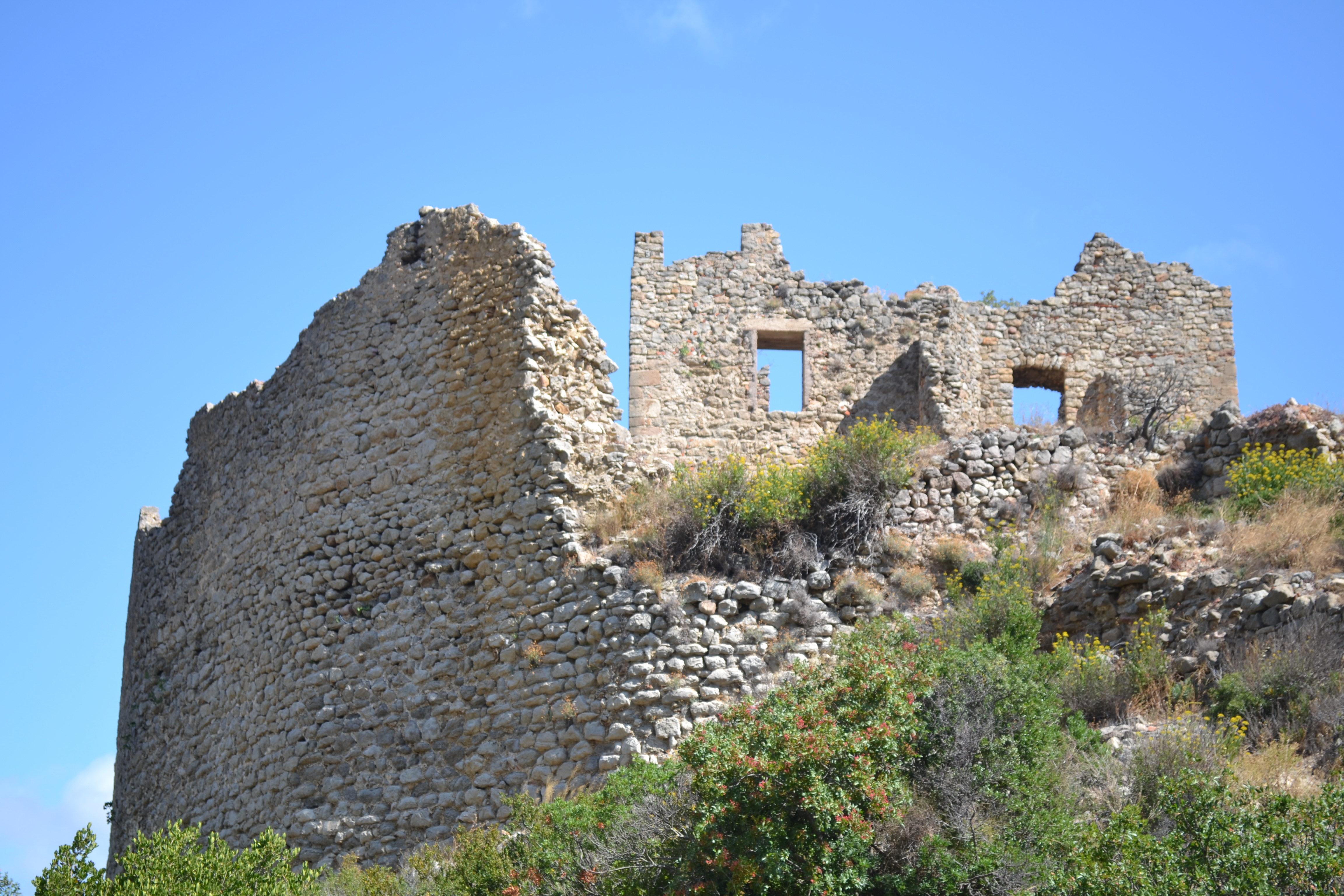
pohled na zříceninu hradu Padern
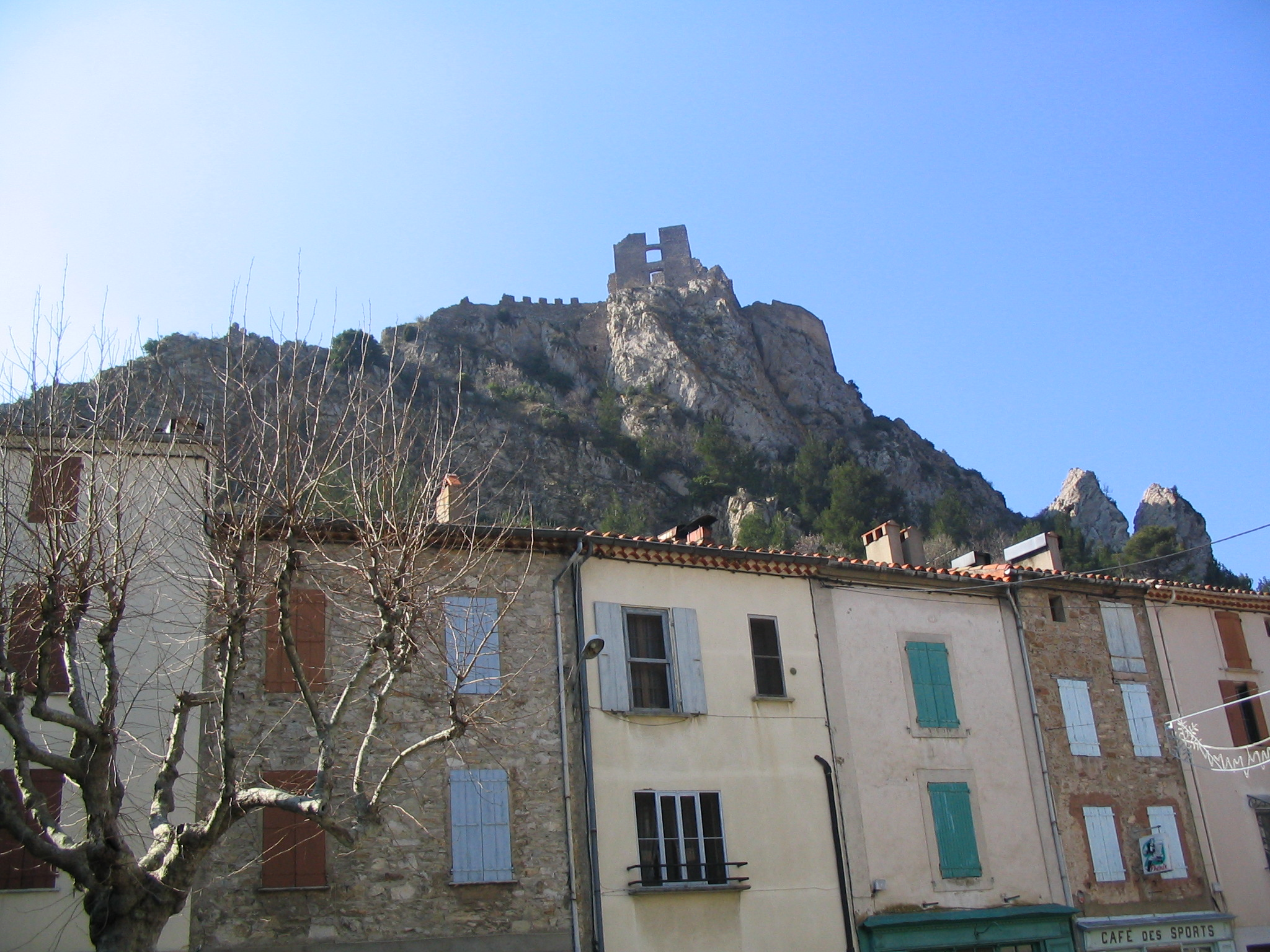
pohled na hrad z vesnice